# Божинський Юрій Петрович
Юрій Петрович Божинський (16 травня 1992) — український плавець, чемпіон Літніх Паралімпійських ігор. Майстер спорту України міжнародного класу.
Представляє Полтавський регіональний центр з фізичної культури і спорту інвалідів «Інваспорт».

## Нагороди
Бронзовий призер чемпіонату світу 2013 року. 
Чемпіон Європи 2014 року.
Дворазовий срібний призер та бронзовий призер чемпіонату світу 2015 року.
Дворазовий срібний (естафета 4х100 м кмп., 100 м на спині) та бронзовий (50 м вільним стилем)
Призер чемпіонату Європи 2016 року.
Паралімпійський чемпіон та призер 2016 року.

## Державні нагороди
- Орден «За мужність» III ст. (4 жовтня 2016) — За досягнення високих спортивних результатів на XV літніх Паралімпійських іграх 2016 року в місті Ріо-де-Жанейро (Федеративна Республіка Бразилія), виявлені мужність, самовідданість та волю до перемоги, утвердження міжнародного авторитету України[1]